# Карлукско-чигильский диалект узбекского языка
Карлукский диалект узбекского языка (карлукское наречие узбекского языка, карлукско-чигильский диалект узбекского языка) – группа говоров узбекского языка, распространенных во всех странах Центральной Азии. Число носителей – около 22-23 млн человек.

## История
Проникновение карлуков на территорию Средней Азии относится к середине VIII веку. Потомки карлуков оседали на просторных территориях от Тохаристана до Восточного Туркестана, и к моменту монгольского нашествия составляли значительный пласт населения. Эти племена составили основу зарождающейся узбекской народности. В. В. Бартольд сообщает: «Арабские завоеватели уже в VIII в. нашли в Бадахшане карлуков; и теперь в Бадахшане из узбекских родов живет именно род карлук».
А. Ю. Якубовский отмечал значительное присутствие тюрков в Ферганской долине и Ташкентском оазисе: «Не приходится сомневаться в том, что в Шаше и Фергане их (тюрок) было значительное количество. Во всяком случае, при завоевании Средней Азии в VII-VIII вв., арабы сталкивались не только с тюрками из-под Балха и Багдиса, но и Ферганы». «Ат-Табари упоминает под 737 г. карлуков в районе верхней Амударьи вместе с их предводителем, носившим титул ябгу. Карлукское войско в 90 годах VIII в. было в Фергане. Гардизи рассказывает, что Фадл ибн Яхья Бармакид отправил в 792-93 гг. Амра ибн Джамиля с отрядом в Фергану со специальной целью вытеснить оттуда карлуков».
Усиление карлукского элемента связано с формированием Караханидского каганата, который в 992-1005 гг. боролся с представителями династии Саманидов и занял территорию Мавераннахра. В начале XI века году Ибрагим Буритегин основал Восточный Караханидский каганат со столицей в Самарканде. Многочисленные карлукоязычные племена – собственно карлуки, чигили, ягма, тухсы и др. – проникли в оазисы Кашкадарьи, Самарканда, Ташкента. Первоначально они жили кочевой жизнью и в основном служили военной силой Караханидской державы. Но в дальнейшем они стали активно участвовать и в культурной жизни региона.
В XI-XII вв. в Восточном Туркестане и Ферганской долины сформировался караханидско-уйгурский литературный язык, характеризующийся фонетическим соответствием *j>z. В городах вдоль Сырдарьи, в окрестностях Ташкента и в Хорезме сформировался другой литературный язык карлукской группы, близкий к современному карлукскому наречию узбекского языка. Этот язык стал предтечей чагатайского языка.
После монгольского нашествия количество носителей тюркских карлукских наречий заметно увеличилось. Как писал Якубовский, «Насколько быстро шло формирование тюркоязычного народа в Узбекистане, особенно в Шаше и Фергане при караханидах, видно из следующих фактов: когда в 20-х годах XIII в. закончилось монгольское завоевание Средней Азии и монголы в ряде мест вошли, правда, тонким слоем, в качестве господствующих элементов в состав населения Узбекистана, они всюду подвергались влиянию тюркской, а не таджикской речи».
Барласы, кавчины, арлаты и другие монгольские племена были носителями карлукско-чигильских говоров. В XIII-XIV вв. сформировалась карлукоязычная общность чагатаев.
В XIV-XV вв., в эпоху Тимуридов, чагатайский язык получил официальный статус. На этом языке была создана богатая письменная литература, заметно усилилось влияние чагатайского языка на носителей персидских говоров. Такие деятели персидско-таджикской литературы, как Зайниддин Васифи, Бадриддин Хилали, Камалиддин Бинаи и др. хорошо знали чагатайский язык, слагали на нём стихи и переводили книги.
В начале XVI века из Дашты-кыпчака в Мавераннахр проникли многочисленные узбекские племена и основали свои государства. В узбекских ханствах сохранялся сложившийся при Тимуридах языковой статус-кво, и чагатайская письменная традиция продолжалась и при узбекских династиях. Более того, изначально кыпчакоязычные узбекские племена в большинстве своем восприняли местные карлукско-чигильские говоры, за исключением многочисленных обособленных племенных групп. Таким образом, формирование населения с карлукско-чигильскими говорами происходило не только за счет природного роста носителей, но и за счет перехода кыпчакоязычных групп в карлукско-чигильские говоры, а также частично за счет ассимиляции некоторых групп таджиков, казахов и кыргызов.

## Распространение и классификация
Карлукско-чигильские говоры распространены повсеместно во всех регионах Узбекистана и в соседних странах. Основная их часть сконцентрирована в Ферганской долине – Ферганская, Андижанская, Наманганская области Узбекистана, Ошская, Джелалабадская, Баткенская области Кыргызстана, Согдийская область Таджикистана (город Худжанд и его окрестности, узбекские деревни Аштского, Канибадамского и Исфаринского районов), в городе Ташкент, Ташкентской и Сырдарьинской областях Узбекистана, Южноказахстанской и Джамбульской областях Казахстана. Многочисленны они и в Самаркандской, Бухарской, Кашкадарьинской и Сурхандарьинской областях. В Самаркандской области они в основном сконцентрированы в городе Самарканд, в южных районах области – в Тайляке и Ургуте, а также в Каттакурганском, Паярыкском, Пастдаргамском районах. Карлуко-чигильские говоры Кашкадарьи концентрируются в районах Карши, Шахрисабза, Китаба, Гузара, Яккабага и Дехканабада. В Сурхандарьинской области они составляют большинство в Термезском, Денауском, Шерабадском районах. В некоторых районах они составляют малочисленное городское население, сплошь окруженное кыпчакоязычным массивом. Это, к примеру, городской центр Узунского района Сурхандарьинской области, посёлок Карлук в Алтынсайском районе, город Джизак. Узбеки Душанбе и Бохтара также говорят на карлукско-чигильских наречиях.
Карлукско-чигильские говоры, близкие к самаркандским и ферганским, распространены среди узбеков Афганистана в провинциях Балх, Бадахшан, Джаузджан, Сарипул, Фарьяб.
Точное количество носителей карлукско-чигильских говоров не подсчитывалось. Несомненно, на них говорит подавляющее большинство узбеков. Ввиду того, что современный узбекский литературный язык основан на карлукско-чигильских говорах, переход носителей огузских и кыпчакских говоров и некоторых представителей этнических меньшинств на карлукско-чигильские наречия продолжается.
Карлукско-чигильские говоры узбекского языка классифицируются следующим образом:
1. Ташкентская группа говоров – город Ташкент, Ташкентская и Сырдарьинская области;
2. Ферганская группа говоров – узбекистанская, таджикистанская и кыргызстанская части Ферганской долины;
3. Самаркандско-бухарская группа говоров, к которому также примыкают говоры городов Джизак, Шахрисабз, Китаб, карлукско-чигильские говоры Душанбе и Южного Таджикистана;
4. Каршинская группа говоров – охватывает говоры Кашкадарьинской и Сурхандарьинской областей;
5. Туркестанско-чимкентская группа говоров – распространена в ЮКО и Джамбульской области Казахстана.

## Характеристика
Карлукско-чигильский диалект узбекского языка стоит максимально близко чагатайскому языку из исторических языков и к уйгурскому – из современных.
В карлукско-чигильских говорах отразились многовековые взаимоотношения с носителями огузских и кыпчакских наречий. Карлукско-чигильские говоры ощутили также большое влияние таджикского языка. Они отражаются в лексике (большое количество заимствований), фонетике (окание, вокализм в целом), грамматике. В свою очередь, карлукские говоры оказали огромное влияние на становление кыпчакского и огузского диалектов узбекского языка, на таджикский и кыргызский языки.

## Фонетика
Фонетические особенности карлукско-чигильского диалекта:
- сохранение в основах и аффиксах конечного қ/к – ғ/г: қуруқ – қуруғ “сухой”, сариқ–сариғ “желтый”, ср. в кыпчакских и огузских: қуры, сары;
- чередование ч – т: туш – чуш “сон”; тиш – чиш «зуб»;
- полная прогрессивная ассимиляция рн>рр, шн>шш, мн>мм, сн>сс, тн>тт, чн>чч, зн>зз и пр. Говоры Намангана, Самарканда, Шахрисабза, Китаба и Бухарского оазиса: бедде<берди «он дал»; келле<келди «пришел»; усса<учса «если улетит»; Ташкент, Ферганская долина: туморри<туморни «амулет»; китобимми<китобимни «мою книгу»;
Вместе с тем, имеются региональные особенности каждой группы говоров. Например, для Ташкентской группы свойственны переходы к>й и к>[0] в конце слова: туршак>туршей «сушеный урюк»; мушук>мушу «кошка»; кучук>кучу «собака»; эшик>эшу «дверь»; а также переход қ>х: тўқсон>тўхсон «девяносто». В некоторых говорах опускается конечное -р от окончания множественного числа -лар: болалар>болала/болла.

## Морфология
- окончания родительного и винительного падежей -ни и -нинг не различаются: мактабнинг ичида>мактабни (мактаббъ/мактабдъ) ичида «внутри школы»;
- форма настоящего времени данного момента имеет два показателя:
А) формант -ват, -вот, -вэт, -ут (ташкентско-наманганская форма): Ташкент.: борвоттъ «он идёт»; Наманган.: боруттъ; (Чуст: боряпти;)  Чартак: борвэттъ;
Б) формант -йеп, -йап, -оп (ферганско-самаркандская форма): Ферганская долина: борйаптъ «он идёт»; Самарканд, Бухара, Кашкадарья: боропту; Заамин.: борйептъ.
В Самаркандско-Бухарской группе говоров окончания предложного и дательного падежей -га и -да не различаются: магазинда ишлайди>магазинга ишлайди «работает в магазине».

## Лексика
Лексика карлукско-чигильских говоров общеузбекская. Их лексика легла в основу словарного богатства узбекского языка. В современном узбекском литературном языке, как и в чагатайском, в большинстве приняты карлукские формы слов.
Лексика карлукско-чигильских говоров характеризуется большим количеством персидских и арабских заимствований. Они проникали в узбекский язык как через письменную персидско-таджикскую литературу, так и через бытовые взаимоотношения с предками таджикского народа.
Лексика различных групп карлукско-чигильских говоров характеризуется большим разнообразием. В Самаркандско-Бухарской группе говоров, как правило, больше таджикских заимствований. Такие таджикизмы, как мўрча «муравей», гўсала «телёнок», сўзанак «стрекоза», тоттонак «паук», не встречаются в других говорах. В говорах Термеза и Денау заметно влияние кыпчакских говоров.
Уникальной лексикой обладают и говоры Ташкента и Ферганской долины.

## В культуре
Карлукско-чигильские говоры узбекского языка широко используются в массовой культуре и традиционных народных искусствах. На ферганских, ташкентских, самаркандских и др. говорах исполняются народные сказки и фольклорные песни (терма, скотоводческие, земледельческие и ремесленнические песни). В Ферганской долине популярно народное юмористическое искусство – аския, в котором несколько юмористов состязаются в острословии. Эти состязания называются «пайров». Пайровы традиционно исполняются в ферганских говорах.
Народные исполнители – бахши Самаркандской, Гулистанской, Ташкентской областей и Ферганской долины исполняют поэмы – достоны на различных вариантах карлукско-чигильских говоров. К таковым относятся, например, поэма «Кунтуғмиш», юмористический цикл преданий о богатыре из Алтыарыка Мешполвоне, поэма «Жиззаҳ қўзғолони» («Джизакское восстание»), повествующая о событиях 1916 года, любовные поэмы «Тўлғоной», «Хуршидой» и др. Большинство этих поэм опубликовано; образцы народных песен и поэм включены в школьную программу узбекской литературы.
В последние десятилетия по всему Узбекистану получает популярность столичный говор. Молодёжь, обучающаяся в Ташкенте, перенимает местный говор, пользователи молодёжных и популярных интернет-ресурсов общаются между собой на ташкентском говоре; все больше он звучит в телевидении и шоу-бизнесе. Некоторые ведущие развлекательных телеканалов используют ташкентский говор, молодые певцы, исполнители песен в жанре рэп сочиняют на нём композиции.